# Campionato sudamericano femminile di pallavolo 1977
Il XII campionato sudamericano femminile di pallavolo si è svolto nel 1977 a Lima, in Perù. Al torneo hanno partecipato 8 squadre nazionali sudamericane e la vittoria finale è andata per la sesta volta, la quarta consecutiva, al Perù.

## Squadre partecipanti
| - Argentina - Bolivia - Brasile - Cile | - Ecuador - Paraguay - Perù - Venezuela |

## Classifica finale
| Classifica | Squadre   |
| ---------- | --------- |
|            | Perù      |
|            | Brasile   |
|            | Argentina |
| 4          | Cile      |
| 5          | Bolivia   |
| 6          | Paraguay  |
| 7          | Venezuela |
| 8          | Ecuador   |